# Aenetus scripta
Aenetus scripta es una especie de polilla de la familia Hepialidae. Es endémica del suroeste de Australia.
La envergadura de sus alas es de aproximadamente 80 mm. Las alas posteriores son azules en los machos y amarillas en las hembras.